# 斯卡拉布雷新石器时代遗迹
斯卡拉布雷（英語：Skara Brae）是一个新石器时代的人类定居点，位于苏格兰奥克尼群岛中最大的一个岛上的西海岸斯凯勒湾（Bay of Skaill）。斯卡拉布雷主要包括8所石砌房子。1970年碳放射测定发现，这些村落建造于大约公元前3180年至公元前2500年。作为欧洲最完整的新石器时代村落，斯卡拉布雷获得了联合国教科文组织的世界遗产称号，斯卡拉布雷和岛上其他的三个遗迹共同构成了“奥克尼群岛新石器时代遗迹的核心地带”。因为其保存完整，它被称作“苏格兰的庞贝”。

## 发现和早期勘探
1850年冬天，严重的风暴袭击了苏格兰并造成大范围破坏，超过200人死亡。在skaill海湾，狂风扫过斯卡拉巴（skerrabra）山丘。当风暴停止后，当地居民发现了一个村庄的轮廓，但房子都没有屋顶。从此之后，skaill的贵族威廉姆·沃特开始挖掘这些遗迹，但在1868年挖掘出4所石屋之后，这项挖掘工作停止了。之后的一段时间，这些遗迹群一直没有被挖掘，1913年的一个周末，斯卡拉布雷被一群人打劫并且将其中不计其数的文物盗走。1924年又一次风暴横扫过遗迹，人们开始觉得应该将这些遗迹保护起来并且要进行认真地勘探。 爱丁堡大学教授戈登·柴尔德在1927年初次考察斯卡拉布雷后开始接手勘探工作。

## 新石器时代生活方式
斯卡拉布雷新石器时代的居民显然是槽状器皿的制造者，这种陶器是一种非常罕见的款式。他们建造的房子通常和粘土层结合在一起。这些房子很稳固，但他们这样建造房子的目的主要是要抵御奥克尼寒冷的冬季。通常，石屋内能有一个用来取暖和烹饪的火塘。鉴于石屋的数量，在斯卡拉布雷定居的人数都不会超过50人。

现在还不能考证当时的居民使用什么燃料。戈登·柴尔德认为他们是使用泥煤作为燃料，植物生长模型分析表明，当时的气候条件有利于泥煤形成。其他可能的燃料来源包括浮木和动物粪便，另外有证据表明干海带也是一种重要的燃料，因为在对奥克尼岛上的遗迹调查中发现了一些可能是海带燃烧后的残留物。
斯卡拉布雷人的家具也是由石头制成，包括橱柜，储物柜，座椅。进入石屋要通过一个低矮的入口，入口处安装了较厚的石门。村庄里还有一套复杂的排水系统，排水系统连接到了每间房里的厕所。七间房子里拥有类似的家具，包括床和储物柜，它们都放在每间房子同样的位置。储物柜放在石屋进门处的对面，任何进入石屋的人第一眼就能看到储物柜。每间房子里的门口左边放着一张大床，右边有一张小床。劳埃德·莱恩认为这种形式符合20世纪早期赫布里底群岛土著的风俗，大床是给丈夫的，小床是妻子用的。在一些小床旁边发现的女性装饰品可印证上述猜测。（中亚毡房也用完全相似的家具摆设，火塘和储物柜摆放在入口的对面。）
第八间石屋没有储藏柜，但是它被分成了几间小隔间。这所石屋被发掘出来后，考古人员在里面发现了石头、骨头和鹿茸碎片。这间房子可能是一间工具室，原始人在这里制作工具，比如骨针和打火石。现场发现的火山岩和烟道印证了这样的猜测。第八间石屋在其他方面也很有特色，它是一个独立的建筑结构，周围没有土堆，取而代之的是一个“玄关”通过一堵2米厚墙来保护入口不被破坏。
大多数斯卡拉布雷人都是通过牛羊放牧来生存。戈登·柴尔德原本认为当时的居民没有种植业，但是在1972年发现了谷物种子，而且这些谷物是通过人工种植的。在遗迹里发现了很多鱼骨和贝类，这表明了当时的人们已经开始食用海鲜。贝壳也是很常见的，这些都被保存在石盒里。这些石盒被加工成薄板形状，接口很细腻，而且接口处覆盖了一层泥土来作为防水材料。
与田园牧歌般的生活方式相比，一些斯卡拉布雷人的风俗算得上是奇特了。尤安麦基认为，斯卡拉布雷可能居住着一些神职人员，他们在附近的布罗德盖石圈和斯丹尼斯石柱那进行祭祀，以此来表现对上天和魔法的崇敬。Graham 和 Anna Ritchie均对此表示怀疑，因为没有考古证据来证明此观点。
- 斯卡拉布雷新石器时代民居
- 斯卡拉布雷人家具遗迹
- 7号石屋

## 年代测定和被遗弃
柴尔德最开始认为这个定居点建立于公元前500年，但随后这种说法出现了越来越多的漏洞。碳放射表明斯卡拉布雷建立于公元前3180年，人类活动持续了约600年。大约公元前2500年，气候发生了较大的变化，这一带变得越来越冷和潮湿，于是当时的居民离开了斯卡拉布雷。斯卡拉布雷人离开的原因有很多，其中被学者接受的解释是和一场大风暴有关。 埃文·汉丁哈（Evan Hadingham）结合已经发掘出来的考古证据得到了一个具有戏剧性的结论：
当时的居民似乎是在惊慌中逃跑的，有许多贵重的物品，如用动物的骨头和牙齿做成的项链、海象牙做成的骨针都被遗留在那里。还发现了一些动物骨棒留在了床上，这些可能是村民们最后的晚餐。最后暴风使沙子把这个村落都覆盖了。
安娜.里奇（Anna Ritchie）则完全不赞同村民离开斯卡拉布雷是由于突发灾难这一观点：

现在流行的说法是村庄是由于一场大风暴而被沙子瞬间覆盖，但是真相是沙子缓慢地侵蚀村庄，当到达一定时候时，他们已经准备好离开了。—没有人能告诉你其中的理由。
和现在比起来，当时斯卡拉布雷村落离海的距离还要远，也许当时这里有一处淡水湖泊。

## 文物

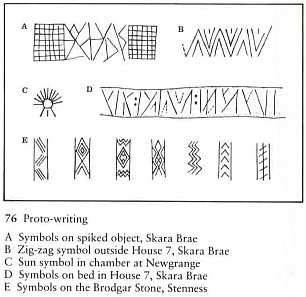
斯卡拉布雷发现的符号

在遗迹处发现了一些刻有神秘图案的石球，有一些已经被放在博物馆里展览了。类似的文物在苏格兰北部也被发掘。球体上的螺旋状装饰和在爱尔兰博因谷发现的物体上的装饰有一定关联。类似的符号在石刻的门楣和床沿上被发现。
在这里和其他的一些新石器时代遗迹中发现红赭石块表明了当时已经出现了人体绘画。赤铁矿石也在这里被发现，这些矿石表面被打磨得十分光滑，可能是用于修整皮草。
其他出土的文物大多是用动物、鱼、鸟和鲸的骨骼和牙齿制成，这些文物包括锥子、刀、针、珠子、碗等等。被称作“斯凯勒刀（Skaill knives）”的工具在这里很常见，斯凯勒刀在奥克尼群岛和设得兰群岛都有被发现。

## 世界遗产
在1999年12月，新石器时代奥克尼中心区域被授予了世界遗产称号。这包括了斯卡拉布雷新石器时代遗迹、梅肖韦古墓、布罗德盖石圈 
、斯丹尼斯立石和附近的其他遗迹。现在由文物保护机构—“蘇格蘭文物局”来管理，这个村落的建立具有深远的历史意义：
新石器时代奥克尼中心区域和斯卡拉布雷比表明人类精神在早期和蛮荒之地的征服。这个文明与古埃及文明、苏美尔文明、印度的哈拉帕文明处于同一时期，比中国黄金时代还早一、两个世纪。它见证了苏格兰早期文明。